# Acroceratitis

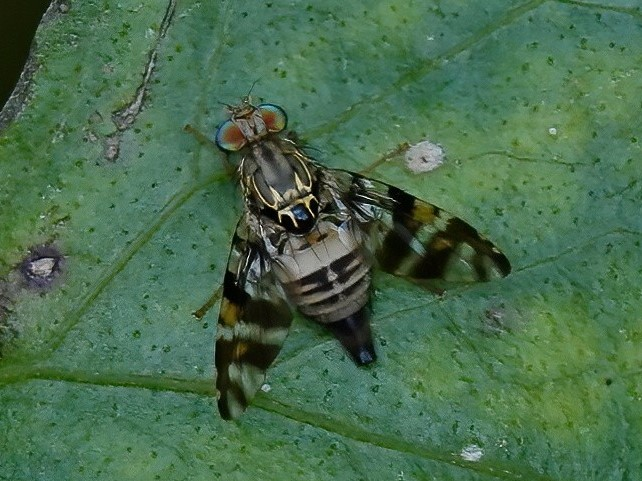
Ejemplar de acroceratitis plumosa

Acroceratitis es un género de insecto de la familia Tephritidae del orden Diptera.

## Especies
- Acroceratitis aberrata
- Acroceratitis adnata
- Acroceratitis bilineata
- Acroceratitis bimacula
- Acroceratitis biseta
- Acroceratitis ceratitina
- Acroceratitis clavifera
- Acroceratitis cognata
- Acroceratitis flava
- Acroceratitis gladiella
- Acroceratitis hardyi
- Acroceratitis histrionica
- Acroceratitis incompleta
- Acroceratitis maai
- Acroceratitis maculata
- Acroceratitis nigrifacies
- Acroceratitis plumosa
- Acroceratitis separata
- Acroceratitis septemmaculata
- Acroceratitis siamensis
- Acroceratitis similis
- Acroceratitis striata
- Acroceratitis tenmalaica
- Acroceratitis tomentosa